# Sphyrias lofuana
Sphyrias lofuana is een raderdiertjessoort uit de familie Notommatidae. De wetenschappelijke naam van deze soort is voor het eerst geldig gepubliceerd in 1910 door Rousselet.